# مورنینگ سان (آیووا)
مورنینگ سان (به انگلیسی: Morning Sun) شهری در ایالت آیووا کشور ایالات متحده آمریکا است که جمعیت آن در سرشماری سال,۲۰۱۵ میلادی، ۱۲۱۴ نفر بوده‌است.